# Jičínská pahorkatina
Jičínská pahorkatina (333.12) – kraina geograficzna o charakterze pogórza w północnych Czechach, w północnej części Płyty Czeskiej (Płyty Północnoczeskiej).

## Położenie
Na północy rozciąga się pasmo górskie Sudetów (czes. Sudety, Sudetská soustava, Krkonošsko-jesenická subprovincie), natomiast na południu łączy się ona z innymi jednostkami Płyty Czeskiej (czes. Česká tabule).

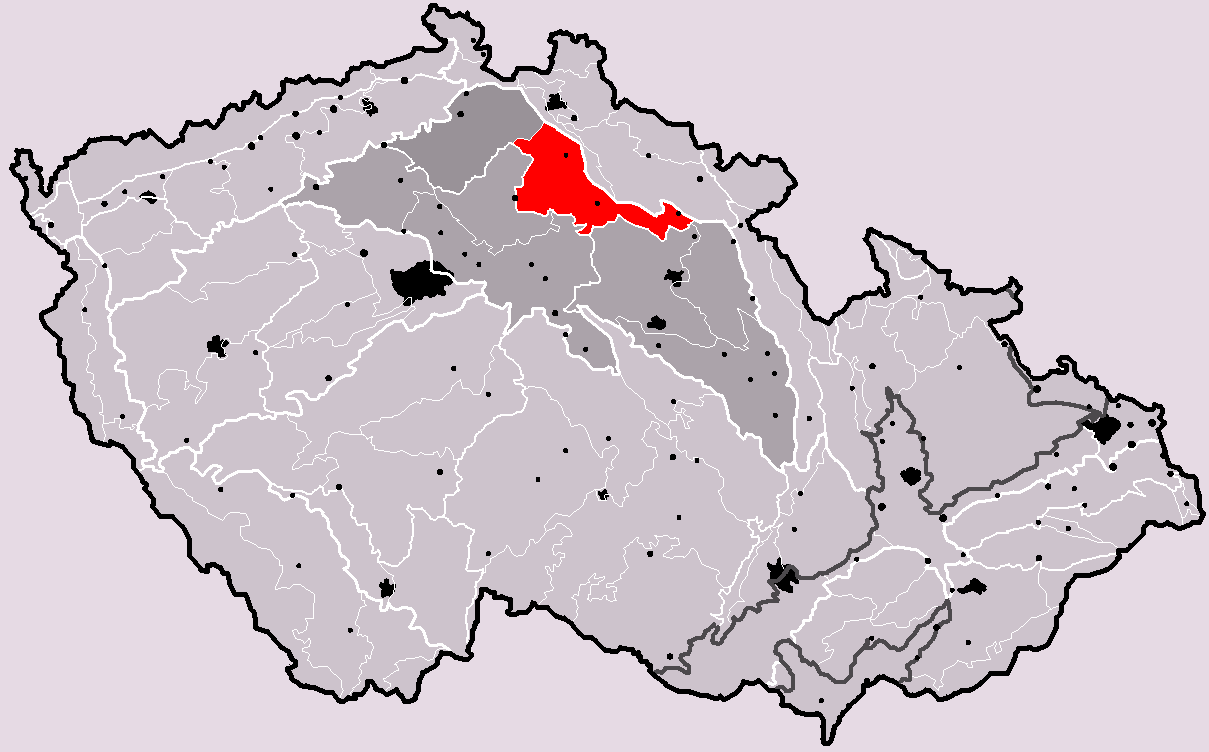
Położenie Jičínskiej pahorkatiny

Od północy i północnego wschodu graniczy z Ještědsko-kozákovským hřbetem i z Podgórzem Karkonoskim (czes. Krkonošské podhůří,), od południowego wschodu z Płytą Wschodniołabską (czes. Východolabská tabule), od południa z Płytą Środkowołabską (czes. Středolabská tabule), od południowego zachodu z Płytą Izerską (czes. Jizerská tabule) i od zachodu z wyżyną Ralská pahorkatina.

## Administracja
Zajmuje część powiatów Jičín i Trutnov w Kraju hradeckim, Mladá Boleslav w kraju środkowoczeskim, Liberec, Jablonec nad Nisou i Semily w kraju libereckim.

## Opis
Powierzchnia Jičínskiej pahorkatiny wynosi ok. 1 248 km².
Jest to pagórkowata wyżyna o rozciągłości północny zachód – południowy wschód (WNW-ESE), o budowie płytowej, z kuestami powstałymi w wyniku ruchów tektonicznych. Grzbiety mają charakter strukturalny lub denudacyjny, natomiast kotliny mają charakter rowów tektonicznych lub są wypreparowane przez erozję. Występują tu skalne miasta oraz liczne pojedyncze skałki. Izolowane wzniesienia zbudowane są z trzeciorzędowych bazaltów. Znaczna część należy do regionu Czeski Raj.
Najwyższym wzniesieniem jest Sokol (562 m n.p.m.), ale najbardziej znanym Trosky (488 m n.p.m.), dominanta Czeskiego Raju.

## Najwyższe szczyty
- Sokol (562 m n.p.m.), Turnovská pahorkatina
- Dehtovská horka (525 m n.p.m.), Bělohradská pahorkatina
- Trosky (488 m n.p.m.), Turnovská pahorkatina
- Vyskeř (465 m n.p.m.), Turnovská pahorkatina
- Přivýšina (464 m n.p.m.), Turnovská pahorkatina
- Mužský (463 m n.p.m.), Turnovská pahorkatina
- Střelečská hůra (456 m n.p.m.), Turnovská pahorkatina

## Wody
Jičínská pahorkatina leży w dorzeczu Łaby oraz jej dopływu Izery. Część zachodnią odwadnia Izera z dopływami: Zábrdka, Mohelka, Libuňka, Žehrovka, Kněžmostka, Klenice, część wschodnią Łaba z dopływami, jak Cidlina i Mrlina.

## Podział
Jičínská pahorkatina dzieli się na:
- Turnovská pahorkatina
  - Českodubská pahorkatina
  - Turnovská stupňovina
  - Vyskeřská vrchovina
  - Mnichovohradišťská kotlina
  - Mladoboleslavská kotlina
  - Chloumecký hřbet
  - Jičíněveská pahorkatina
  - Jičínská kotlina
- Bělohradská pahorkatina
  - Miletínský úval
  - Hořický hřbet
  - Libotovský hřbet
  - Královédvorská kotlina
  - Královédvorská niva

## Budowa geologiczna
Jičínská pahorkatina jest częścią Płyty Czeskiej. Zbudowana jest głównie z górnokredowych piaskowców, podrzędnie mułowców, iłowców, miejscami poprzebijanych kominami trzeciorzędowych bazaltów, fonolitów i trachitów. Starsze skały, należące do Masywu Czeskiego, zalegają dużo głębiej.

## Ochrona przyrody
W zachodniej części znajduje się Obszar Chronionego Krajobrazu CHKO Český ráj.

## Większe miasta
Znajdują się tu: Jičín, Mladá Boleslav, Turnov, Dvůr Králové nad Labem, a także: Hořice, Mnichovo Hradiště, Bakov nad Jizerou, Lázně Bělohrad, Český Dub, Sobotka i Dolní Bousov.

## Galeria

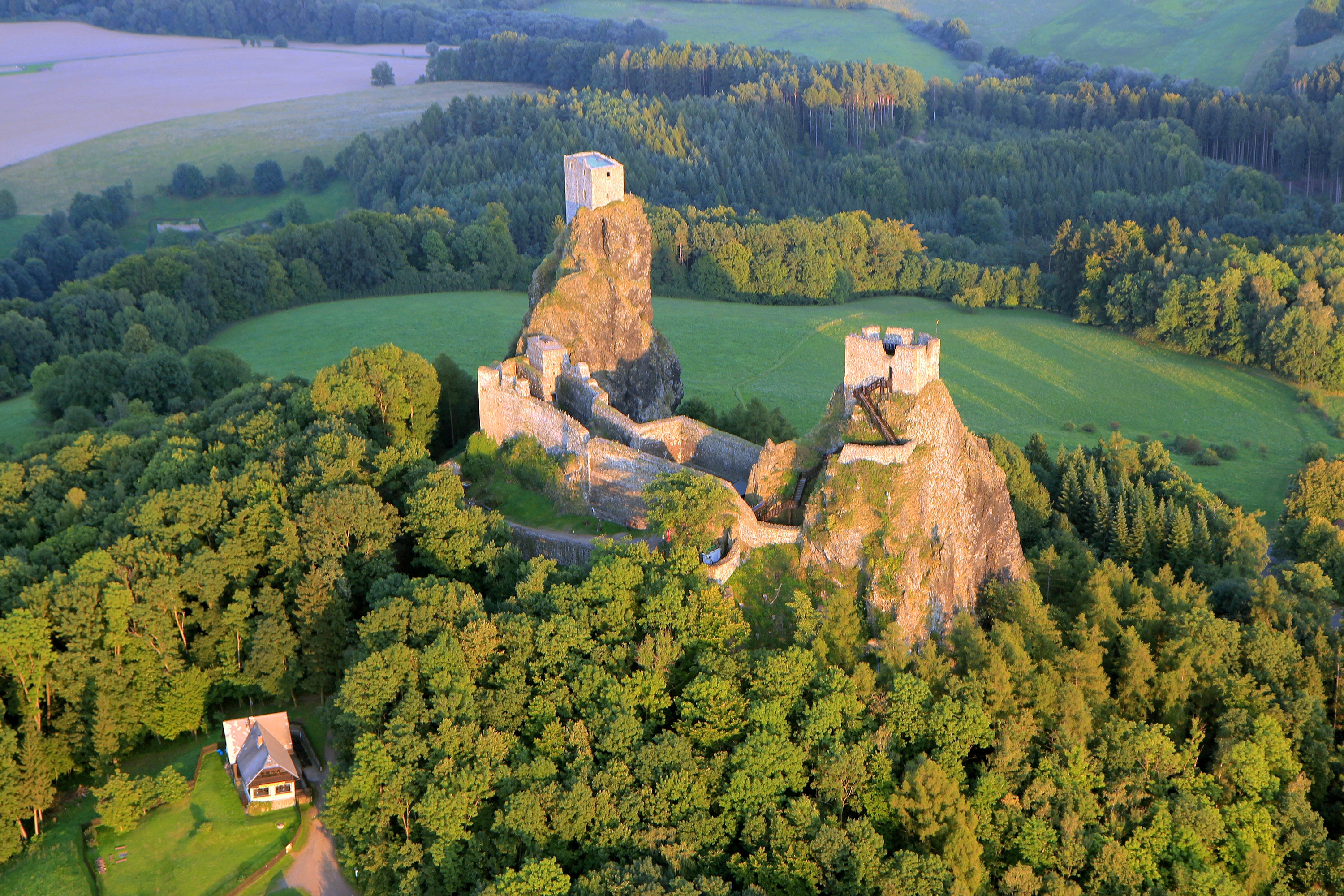
Trosky z lotu ptaka
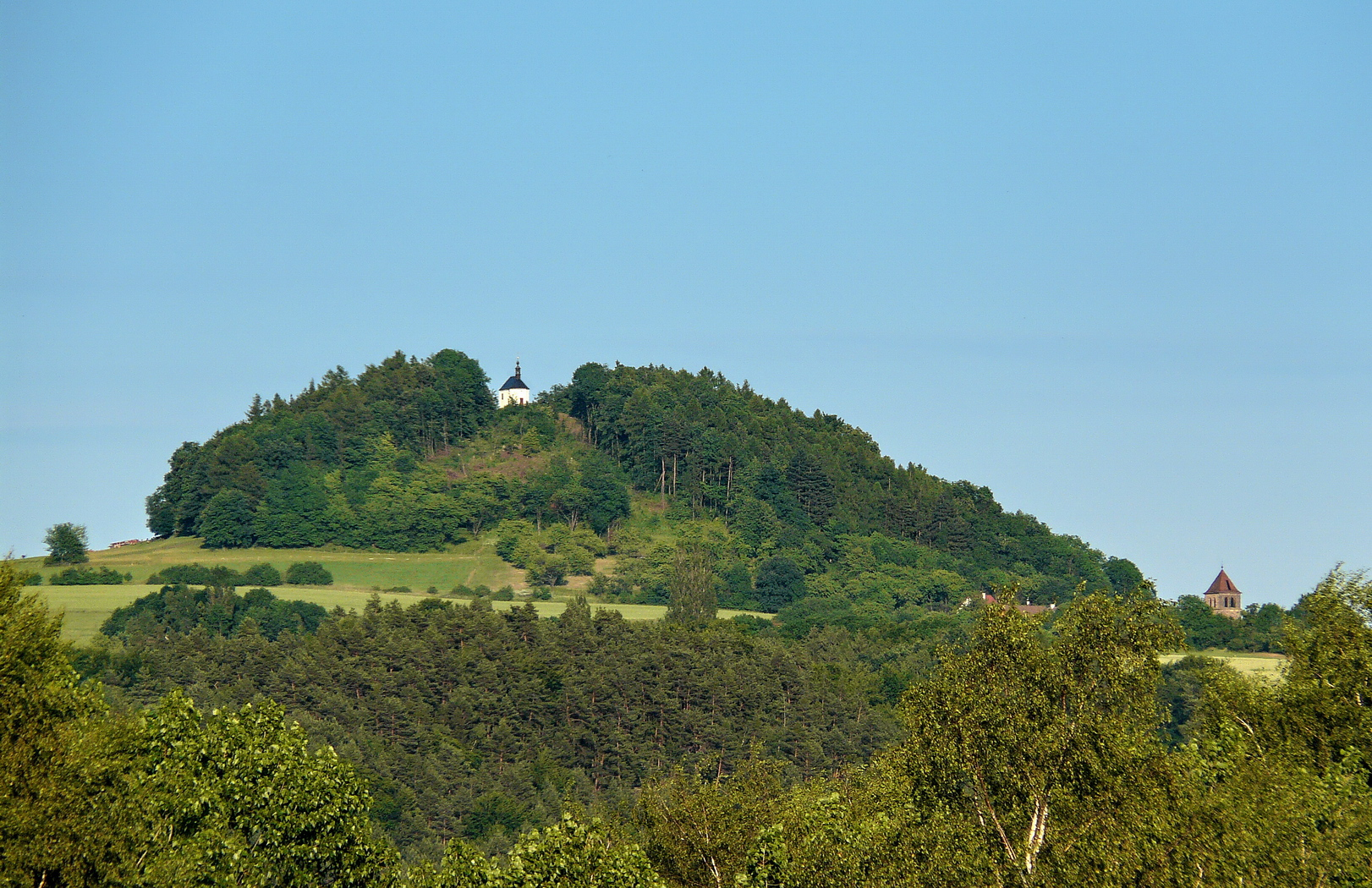
Vyskeř
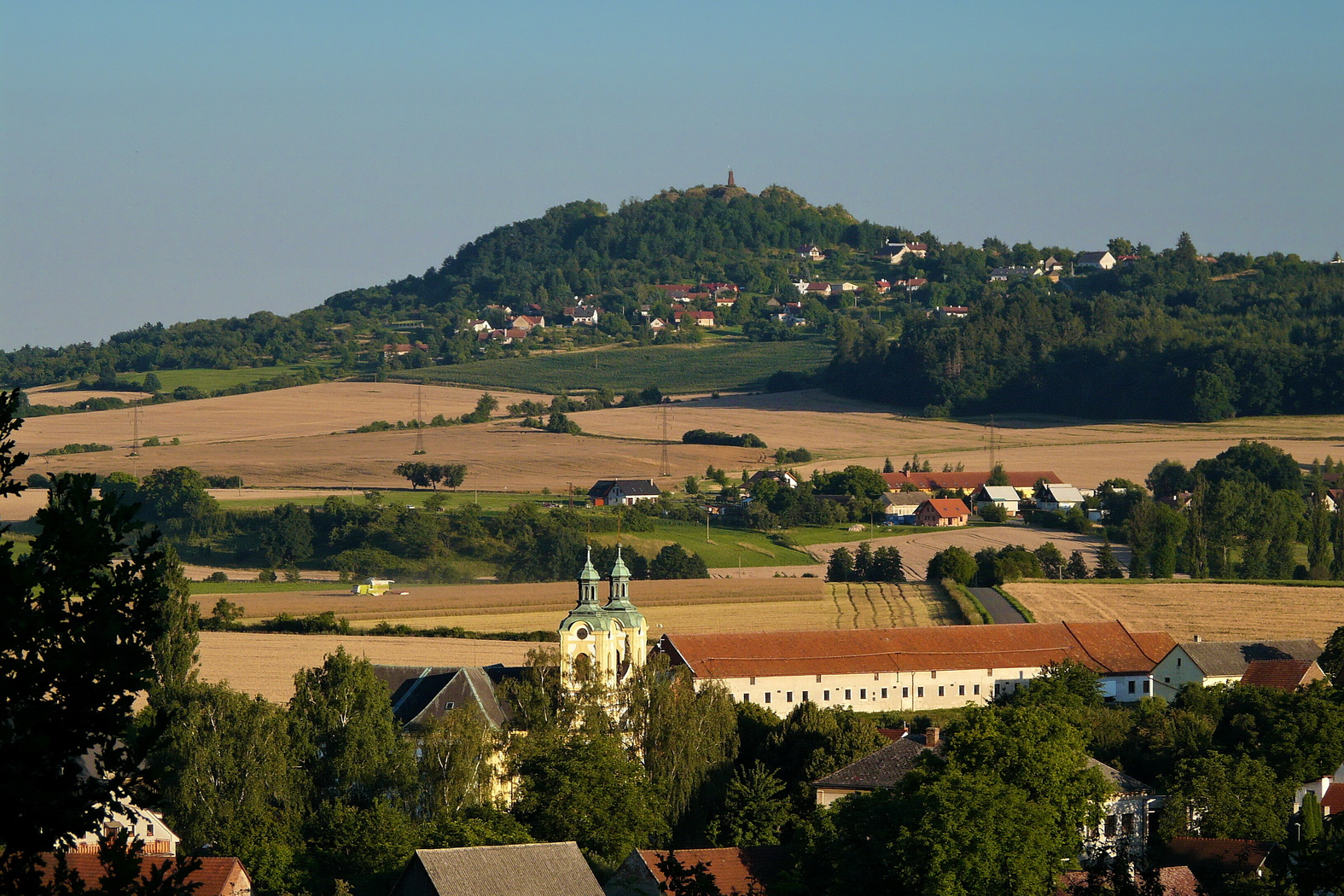
Veliš
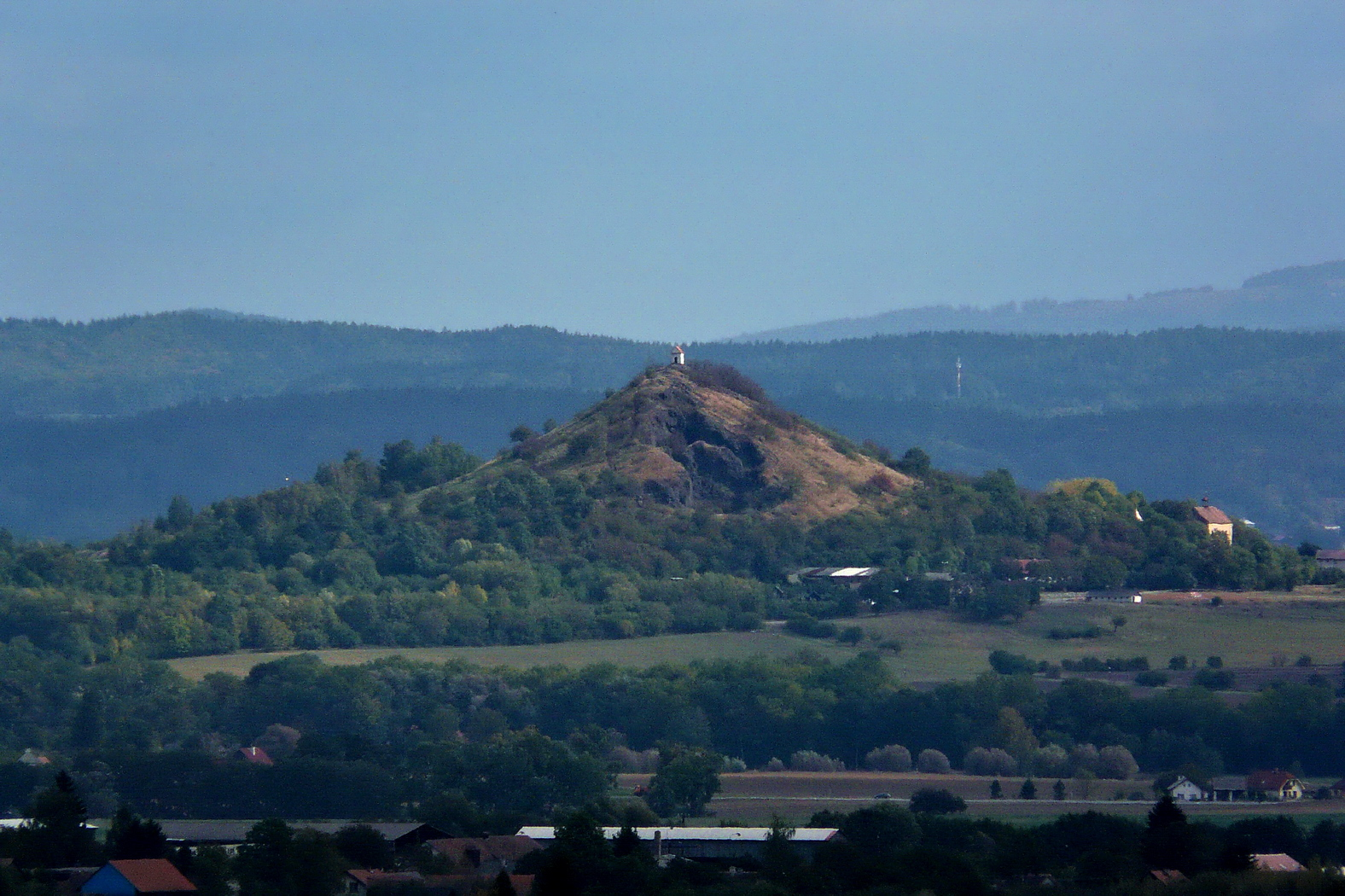
Zebín
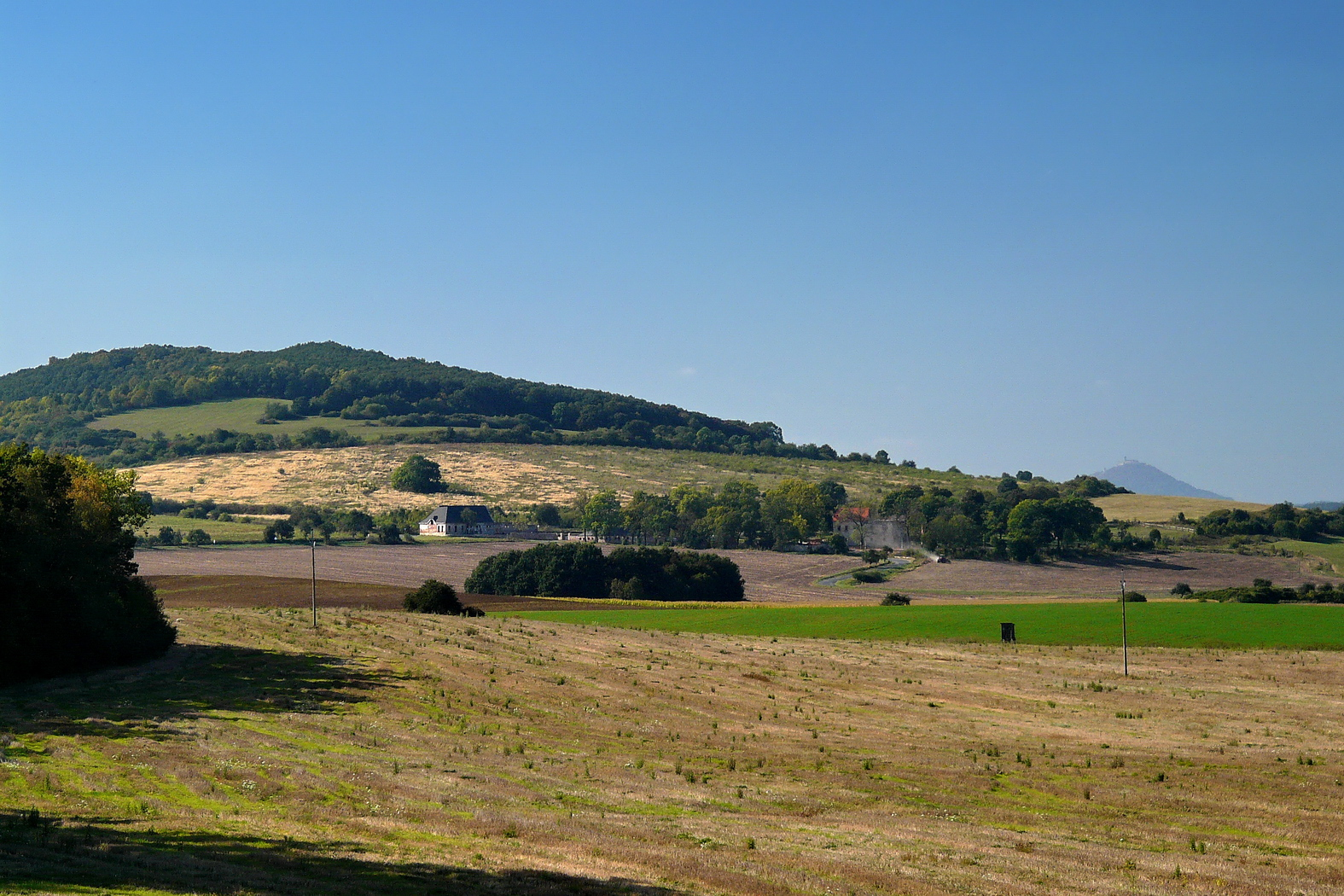
Baba
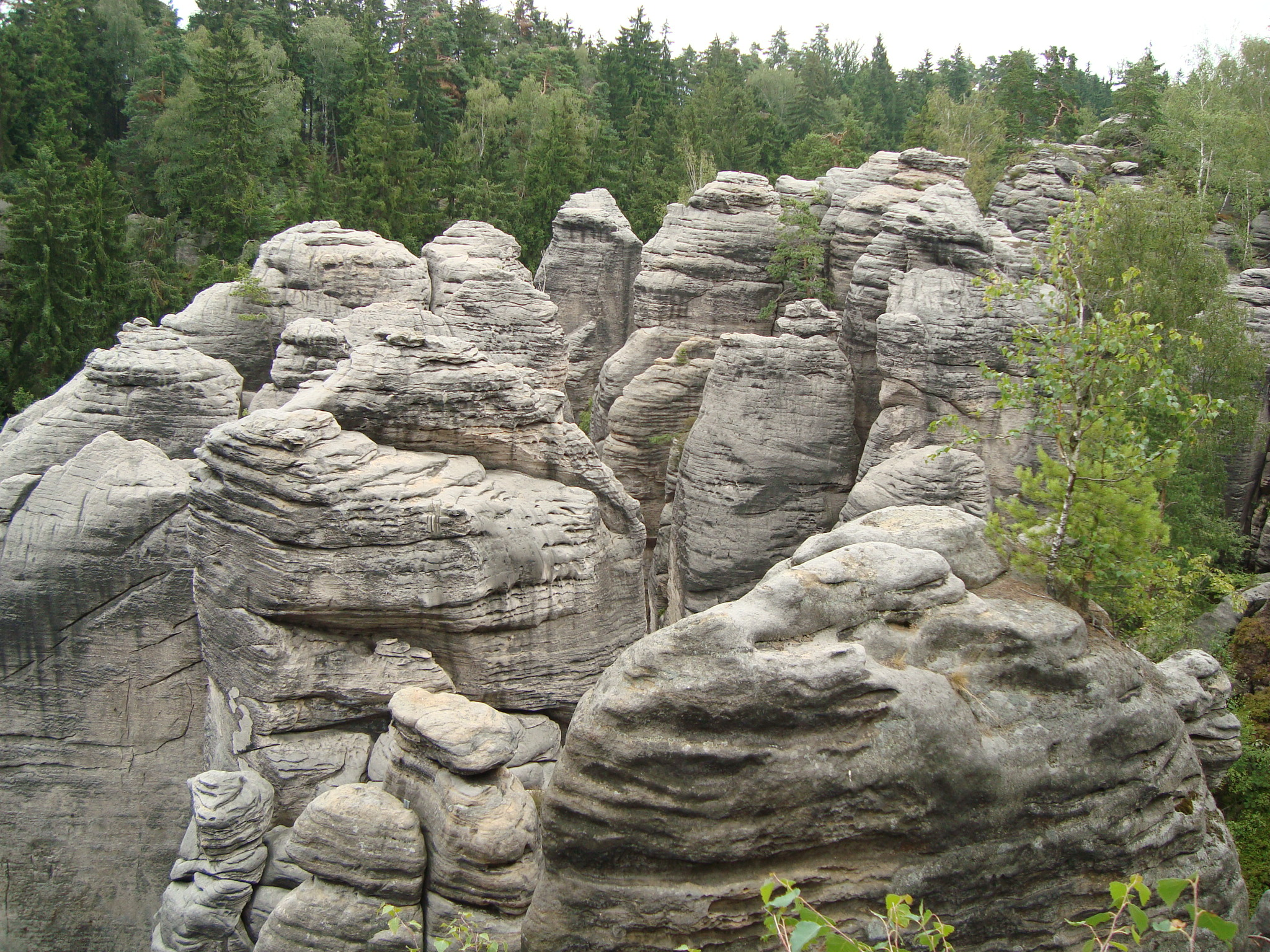
Prachovské skály
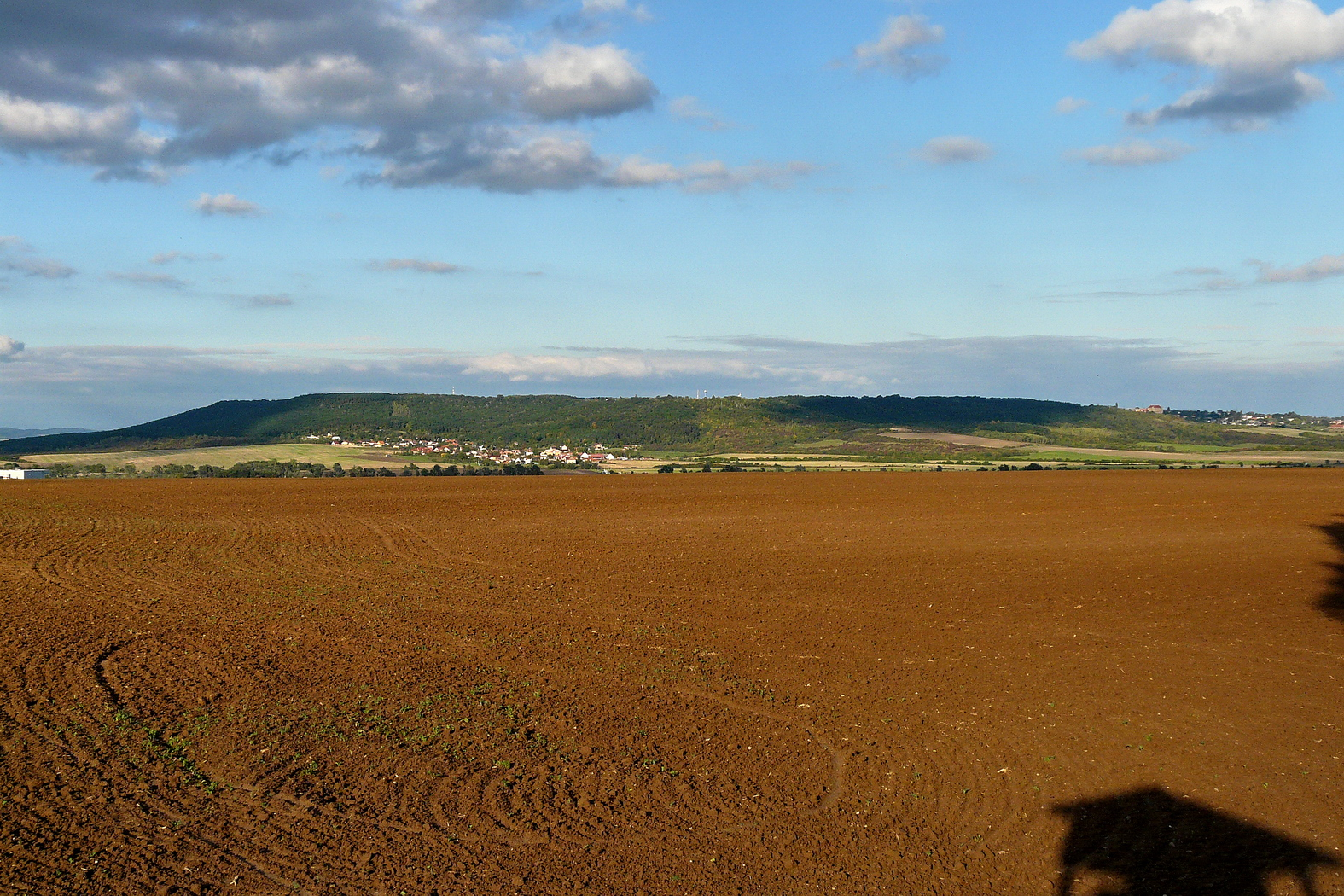
Chloumecký hřbet widziany od południa